# Tomasz Leżeński
Tomasz Leżeński (ur. ok. 1603, zm. w 1675) – polski duchowny rzymskokatolicki, biskup chełmski i łucki, archidiakon sandomierski w latach 1633–1648, prepozyt łęczycki i kanonik warszawski w 1640 roku, kanonik krakowski w 1645 roku, opat komendatoryjny wąchocki w 1648 roku, sekretarz królewski od 1639 roku.

## Życiorys
Pochodził ze szlacheckiej rodziny herbu Nałęcz. Był synem Jerzego Grzegorza i bratem Feliksa, dworzanina królewskiego.
Wdowiec, który został księdzem, był proboszczem w Łęczycy, w 1634 r. kanonikiem płockim, sekretarzem królewskim w 1640 r. oraz kanonikiem warszawskim i opatem wąchockim. Później został biskupem pomocniczym chełmskim (1658–1667) z zachowaniem opactwa.
W 1648 roku był elektorem Jana II Kazimierza Wazy z ziemi czerskiej. Będąc biskupem chełmskim przekazał srebra kościelne królowi Janowi Kazimierzowi Wazie na potrzeby państwa. Na sejmie abdykacyjnym 16 września 1668 roku podpisał akt potwierdzający abdykację Jana Kazimierza.
Obejmując diecezję chełmską podjął dzieło odnowy życia kościelnego w diecezji. Później był biskupem łuckim (1667–1675), ale urzędował w Janowie Podlaskim. Był członkiem konfederacji generalnej zawiązanej 5 listopada 1668 roku na sejmie konwokacyjnym. Elektor Michała Korybuta Wiśniowieckiego w 1669 i Jana III Sobieskiego z województwa wołyńskiego w 1674 roku. Podpisał pacta conventa Michała Korybuta Wiśniowieckiego w 1669 roku. Mianowany przez króla Jana III na prymasa, nie zdążył przyjąć tej funkcji, ponieważ zmarł.
11 sierpnia 1673 r. wydał dokument zatwierdzający fundację kościoła i klasztoru w Węgrowie.
W roku 1675 ufundował nowy kościół w Głowaczowie.